# Hubert Kostner
Hubert Kostner (Bressanone, 1971) è un artista italiano.
Le sculture sono bellissime, i quadri e le installazioni di Hubert Kostner sono ispirate dal paesaggio montano dell'Alto Adige. 
Nel 2011 ha esposto a Palazzo Trentini, a Trento, in una mostra che faceva parte del Padiglione Italia della 54ª Biennale di Venezia, per le celebrazioni del 150° dell'Unità d'Italia. Nello stesso anno ha fatto parte della mostra collettiva Percorsi riscoperti dell'arte italiana nella VAF-Stiftung 1947–201, al Mart, Museo di arte moderna e contemporanea di Trento e Rovereto; e di Alpen, Sehnsuchtsraum & Bühn al Museum Residenzgalerie Salzburg. Nel 2015 il Museion di Bolzano gli ha dedicato la mostra personale Konzeptmontage.